# Montserrat Guillén i Estany
Montserrat Guillén i Estany (25 de gener de 1964, Barcelona, Catalunya) és una estadística i economista catalana. El seu camp de recerca avarca la ciència actuarial, la detecció de fraus i l'estimació de la densitat del nucli. Actualment, és professora i directora del Riskcenter del departament d'econometria de la Universitat de Barcelona.

## Trajectòria
Guillén obtingué el màster en Matemàtiques i Estadística Matemàtica a la Universitat de Barcelona l'any 1987 i , l'any 1992, aconseguí el doctorat en Economia, també per la Universitat de Barcelona. A més, té un màster en Anàlisi de Dades de Ciències Socials per la Universitat d'Essex (1993) i un altre màster en Gestió de Riscos i Assegurances per la National University of Distance Education (2006).
Des de l’abril del 2001 és catedràtica del Departament de Economètrica a la Universitat de Barcelona. A més, actualment també és professora visitant honorària de la Faculty of Actuarial Science and Insurance a la Universitat de Londres. Al 1994 va ser investigadora visitant a la Universitat de Texas, a Austin (EEUU), i professora visitant de Insurance Econometrics a la Universitat de París II
. Els anys 2012 i 2019 fou nomenada professora distingida per la Institució Catalana de Recerca i Estudis Avançats.
La seva recerca se centra en l’estadística actuarial i la gestió de risc quantitatiu. Ha publicat nombrosos articles científics, i ha contribuït en l’elaboració de llibres i capítols de llibres sobre l’assegurança i la ciència actuarial. A l’actualitat és editora en cap del North American Actuarial Journal, el diari oficial de la Society of Actuaries als EEUU. Va ser editora associada al Journal of Risk and Insurance – el diari oficial de la American Risk and Insurance Association, editora sènior (ara editora associada) del Astin Bulletin – el diari oficial de la International Actuarial Association, editora en cap fins al 2014 (ara editora associada) de SORT (Statistics and Operations Research Transactions).  

## Selecció d'obres i publicacions
- Guillén, Montserrat., Ayuso, Mercedes. i Carrillo, Margarita., 2007. Econometria actuarial: material docent i casos pràctics. Barcelona: Publicacions i Edicions Universitat de Barcelona. ISBN 8447531392
- Albarran Lozano, I. i Guillén Estany, M., 2006. Longetivity and dependency in Spain: social and economic consequences. S.l.: s.n. ISBN 849651515X
- Alcañiz, M., Guillén, M., Pons Fanals, E. i Rufino, H., 2014. Problemes d’estadística descriptiva. Barcelona: Edicions de la Universitat de Barcelona. ISBN 9788491685524
- Bolancé Losilla, Catalina. i Guillén, Montserrat., 2012. Quantitative operational risk models. Boca Raton (FL), [etc: CRC Press. ISBN 9781439895924
- Guillén, Montserrat. i Pérez Marín, A. María., 2009. Riesgo de negocio ante asegurados con múltiples contratos. Madrid: Fundación Mapfre. ISBN 9788498441628
- Belles Sampere, J., Guillén, M. i Santolino, M., 2017. Risk Quantification and Allocation Methods for Practitioners. S.l.: Amsterdam University Press. ISBN 9462984050 Disponible a: Open Research Library

## Societats acadèmiques
Guillén és membre de la Reial Acadèmia Europea de Doctors i la Reial Acadèmia de Ciències Econòmiques i Financeres, ambdues amb seu a Barcelona. També exercí com a presidenta del Grup Europeu d'Economistes de Risc i Assegurances el 2012.